# Morgan Saylor

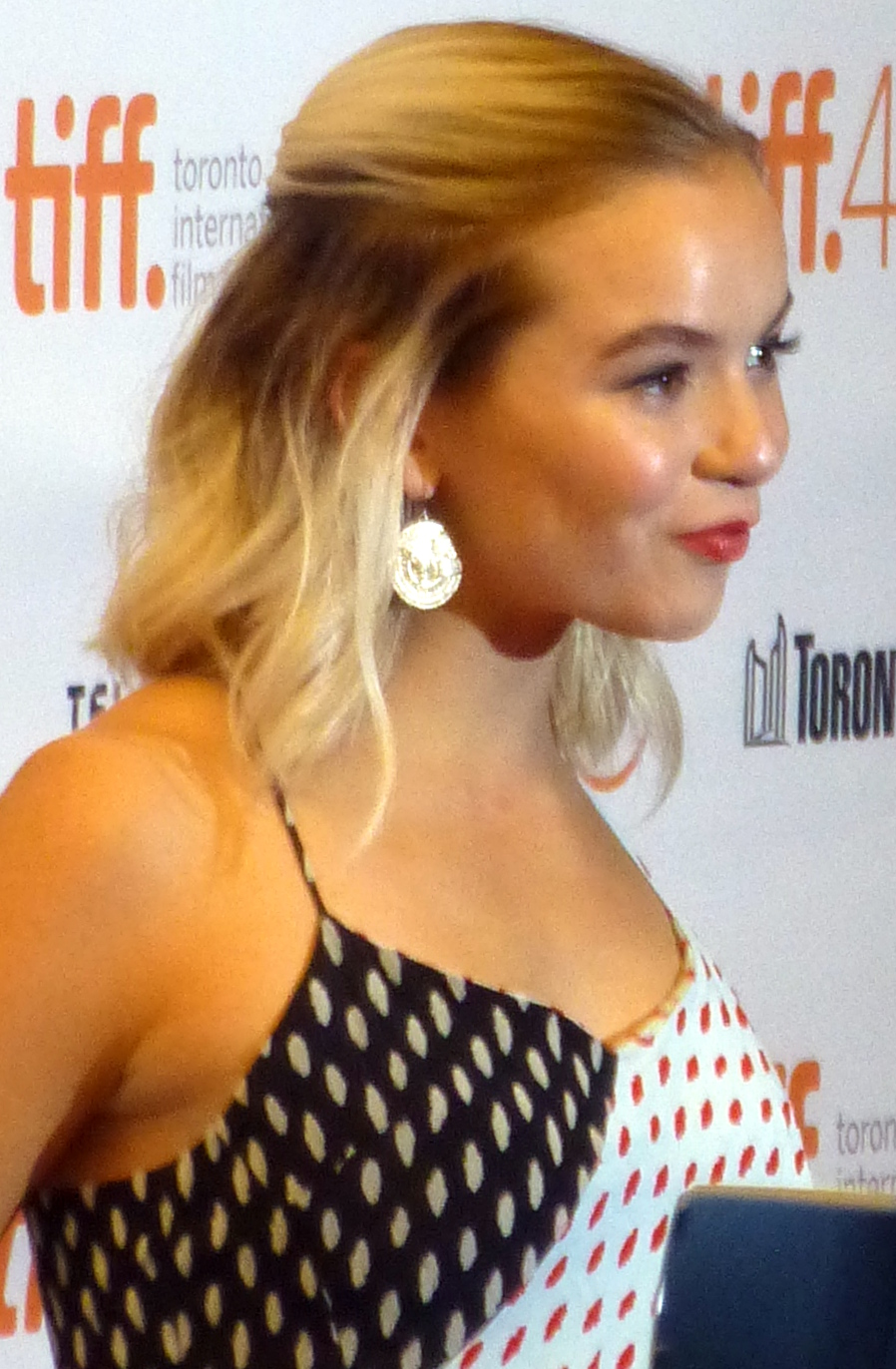
Morgan Saylor bei der Premiere von Being Charlie (TIFF 2015)

Morgan Saylor (* 26. Oktober 1994 in Chicago, Illinois) ist eine US-amerikanische Schauspielerin. Nach Rollen in Die Sopranos (2006) und Mitternachtszirkus – Willkommen in der Welt der Vampire (2009) wurde sie einem größeren Publikum in Deutschland in ihrer Rolle der Dana Brody in der preisgekrönten Fernsehserie Homeland bekannt. Sie ist seit 2006 als Schauspielerin aktiv.

## Filmografie (Auswahl)
- 2006: Die Sopranos (The Sopranos, Fernsehserie, Folgen 6x02–6x03)
- 2007: K-Ville (Fernsehserie, Folge 1x06)
- 2009: Mitternachtszirkus – Willkommen in der Welt der Vampire (Cirque du Freak: The Vampire’s Assistant)
- 2011–2013: Homeland (Fernsehserie, 28 Folgen)
- 2014: Jamie Marks Is Dead
- 2015: City of McFarland (McFarland, USA)
- 2015: Being Charlie – Zurück ins Leben (Being Charlie)
- 2016: White Girl
- 2017: Novitiate
- 2018: We the Coyotes
- 2019: Blow the Man Down
- 2024: Funny Birds – Das Gelbe vom Ei (Au fil des saisons)